# Xpeng
Guangzhou Xiaopeng Motors Technology Co Ltd (кит.: 小鹏汽车), яка веде бізнес як XPeng Motors, широко відомий як XPeng, є китайським виробником електромобілів. Штаб-квартира компанії розташована в Гуанчжоу, провінція Гуандун, з офісами в Маунтін-В'ю, штат Каліфорнія, Сполучені Штати, і публічно торгується на Нью-Йоркській фондовій біржі.

## Продажі
| рік  | авто    |
| ---- | ------- |
| 2018 | 482     |
| 2019 | 16,608  |
| 2020 | 27,041  |
| 2021 | 98,155  |
| 2022 | 120,757 |